# Фундаменталистская церковь Иисуса Христа святых последних дней
Фундаментали́стская це́рковь Иису́са Христа́ святы́х после́дних дней (англ. Fundamentalist Church of Jesus Christ of Latter-Day Saints, сокращённо FLDS Church) — одна из наиболее многочисленных конфессий мормонизма, которая практикует полигинию. Данное религиозное течение отделилось от Церкви Иисуса Христа святых последних дней в начале XX века в результате коренного разногласия по поводу одного из главных принципов вероучения, исповедовавшихся мормонами, — полигинии.
Фундаменталистские общины насчитывают в общей сложности от 6000 до 10 000 членов, проживающих в Хилдейле (Юта), Колорадо-Сити (Аризона), Эльдорадо (Техас), Манкосе (Колорадо) и Прингле (Южная Дакота) в США; в Крестоне (Британская Колумбия) и Бонтифуле (Британская Колумбия) в Канаде. Предположительно ещё две общины расположены в Мексике в Бенхамин-Хилле и Энсенаде.
Штаб-квартира Фундаменталистской церкви Иисуса Христа святых последних дней изначально была расположена в поселении, носящем название Шорт-Крик, штат Аризона, на южной границе штата Юта. Позже поселение разрослось в сторону Юты и было разделено на два муниципалитета: Хилдейл в Юте и Колорадо-Сити в Аризоне. Согласно некоторым новостным изданиям, в 2004 году штаб-квартира фундаменталистов была перенесена в окрестности Эльдорадо, штат Техас, где членами фундаменталистской церкви был отстроен храм на территории ранчо «Чаяние Сиона».
До 20 ноября 2007 года церковью руководил Уоррен Джеффс, сменивший в 2002 году на этом посту своего отца Рулона Джеффса. В течение почти двух лет Уоррен Джеффс разыскивался властями по обвинению в сексуальном насилии. С мая 2006 года и до ареста в августе того же года Джеффс находился в десятке наиболее разыскиваемых лиц ФБР. 25 сентября 2007 года Джеффс был признан виновным по двум пунктам обвинения и приговорён к 10 годам тюрьмы. Позже приговор был изменён на пожизненное заключение и 20 лет сверху и штрафу в 10 000 долларов США. 28 января 2011 года Джеффс подтвердил, что всё ещё является главой церкви.

## Фундаменталисты сегодня
Точное число членов Фундаменталистской церковь Иисуса Христа святых последних дней неизвестно из-за относительно закрытого характера организации; однако, население сдвоенной общины в Колорадо Сити и Хилдейле, штат Юта, известной также как Шорт-Крик, по некоторым оценкам колеблется от 6000 до 10 000 человек.
Историческая локация церкви расположена в Хилдейле и Колорадо Сити. Фундаменталистская церковь Иисуса Христа святых последних дней также имеет старую колонию в Бонтифуле, Британская Колумбия.
На расстоянии 9,7 километров к северо-востоку от Эльдорадо, штат Техас, расположено ранчо «Чаяние Сиона», куда, по некоторым данным, перенесена штаб-квартира фундаменталистов, и куда в последнее время переселяются самые верные члены Фундаменталистской церкви Иисуса Христа святых последних дней. Другие новые поселения находятся на расстоянии 24 километров от Прингла, Южная Дакота, и Манкоса, Колорадо.
Фундаменталисты владеют мастерскими, которые производят детали самолётов и продают их правительству США. С 1998 по 2007 год доход от торговли составил более 1,7 миллионов долларов.

## История

### Происхождение
Жители общины Хилдейла и Колорадо Сити имеют долгую историю многожёнства, начавшуюся в середине XIX века. Бригам Янг, тогдашний президент мормонов, посетив этот район, заявил: «Когда-нибудь здесь будет голова, а не хвост церкви». Хилдейл и Колорадо Сити тогда являлись одним поселением, носившим название Шорт-Крик и образованным в 1913 году как поселение мормонов-фундаменталистов.
Претензии к духовной власти со стороны фундаменталистов прослеживаются с 1912 года, когда Лорин Вулли опубликовал заявление в поддержку Откровения 1886 года «о незыблемости полигамных браков» тогдашнего главы церкви мормонов Джона Тейлора. Они видят это откровение как исключающее обоснованность Манифеста 1890 года, выпущенного Уилфордом Вудрафом, признанного мормонами в качестве преемника Тейлора, и запрещающим заключение новых полигамных браков. После официального отказа от многожёнства многие мормоны, в том числе и жители Шорт-Крика, продолжали заключать полигамные браки. В 1904 году мормоны выпустили второй манифест и, в конечном счёте, отлучили от церкви всех, кто нарушил запрет на многожёнство.
Шорт-крик стал местом сбора бывших членов Церкви Иисуса Христа святых последних дней, поддерживавших полигамию. В 1935 году мормоны отлучили от церкви своих единоверцев из Шорт-Крика, отказавшихся подписать присягу об отказе от многожёнства. После этих событий Джон Барлоу возглавил группу мормонов-фундаменталистов, которые сохранили практику многожёнства. Расположение Шорт-Крика идеально подошло группе, поскольку позволяло избежать государственных рейдов, перемещаясь через границу двух штатов.
Несколько известных мужчин из Шорт-Крика после изгнания из церкви мормонов возглавили движение фундаменталистов. Среди них были Лорин Вулли, Лесли Бродбент, Джон Барлоу, Чарльз Зиттинг, Джозеф Уайт Массер, Легранд Вулли и Луис Келш. В 1932 году они создали организацию под названием «Совет друзей» — группу из семи Первосвященников, которые, как утверждалось, являлись руководящим священным органом на Земле. «Совет Друзей» стал высшим церковным органом мормонов-фундаменталистов Шорт-Крика.
В первые годы в группе, в том числе и среди её лидеров, часто возникали споры из-за различий в трактование осуществления многожёнства. Эти споры в конечном итоге привели к новым расколам внутри общины и образованию новых мормоно-фундаменталистских групп: Фундаменталистская церковь Иисуса Христа святых последних дней, Объединённые апостольские братья, Клан Кингстона. Всеми этими общинами принято считать, что их основатели получили откровения о том, что полигамия не должна прекращаться.
Предположительно понятия о Фундаменталистской церкви Иисуса Христа святых последних дней как отдельной религиозной организации не существовало вплоть до 1987 года, когда название церкви впервые появилось в документах судебного иска. Согласно этой интерпретации, оригинальные полномочия Лорина Вулли заключались лишь в инициировании полигамных браков, а не в установлении новой церкви; многие прихожане-многоженцы Шорт-Крика продолжали считать Церковь Иисуса Христа святых последних дней авторитетной во всех вопросах, кроме полигамии. Эти прихожане надеялись, что церковь мормонов рано или поздно вновь вернётся к изначальному порядку.

### Отколовшиеся группы
В 1984 году незадолго до смерти Лероя Джонсона внутри церкви мормонов-фундаменталистов назревает раскол. Небольшая группа мормонов-фундаменталистов (известная как группа Сентенниал Парк) не согласились с доктриной «единоличной власти», которая изменяла структуру власти церкви и которая была реализована в полной мере, когда Рулон Джеффс единолично возглавил организацию. Эти прихожане поселились к югу от Колорадо Сити в Сентенниал Парк, Аризона, и назвали себя The Work of Jesus Christ или коротко The Work.
Кроме того, в 2002 году, после того, как Уоррен Джеффс взял на себя руководство церковью, Уинстон Блэкмор, который в это время был епископом в канадском отделении фундаменталистов в Ботифуле, был отлучён от церкви Джеффсом в очевидной борьбе за власть. Это привело к расколу внутри общины в Бонтифуле и около 700 сторонников Блэкмора заявили о выходе из церкви.

### Лидеры
Фундаменталистская церковь возглавляется мужчинами, считающимися пророками и приведёнными к власти самим Богом. Первым главой церкви стал Джон Барлоу, остававшийся на этом посту до самой своей смерти 29 декабря 1949 года. Его преемником стал Джозеф Уайт Массер. Массер возглавлял церковь вплоть до спорного назначения Рулона Олрида в 1951 году на высокий пост, вызвавшее гнев некоторых членов сообщества Шорт-Крика. Массер назначил Олрида своим преемником, но община отказалась признать его таковым. Община раскололась: многие прихожане заявили о выходе из церкви и присоединению к Олриду, основавшему новую общину, известную как «Объединённые апостольские братья». Община Шорт-Крика после раскола признала своим лидером Чарльза Зиттинга. Зиттинг умер в 1954 году. Его место занял Лерой Джонсон, руководивший общиной до своей смерти в 1986 году. Ему наследовал Рулон Джеффс, вступивший в должность пророка, каковым отказывался себя называть его предшественник. В последующие годы состояние здоровья Джеффса не позволяло ему лично заниматься делами и за него это делал его сын Уоррен. После смерти отца в 2002 году Уоррен возглавил церковь.
Почти сразу после вступления в должность Уоррен Джеффс был обвинён штатом Юта в соучастии изнасилования. В прессе неоднократно заявлялось об отставке Джеффса с поста главы церкви. 20 ноября 2007 года адвокаты Джеффса выпустили заявление, в котором говорилось об уходе Джеффса с поста президента «The Fundamentalist Church of Jesus Christ of Latter-Day Saints, Inc». Это заявление не касалось его статуса пророка, а говорило лишь об уходе Джеффса с поста президента компании, принадлежащей Фундаменталистской церкви Иисуса Христа святых последних дней. Согласно The Salt Lake Tribune, есть свидетельства, что на время заключения Джеффс назвал своим преемником бывшего первого советника Уильяма Джессопа; или, как вариант, Джеффс сказал Джессопу 24 января 2007 года, что он никогда не был законным лидером фундаменталистов. Множество изданий предположило, что де-факто лидером фундаменталистов является глава общины в Эльдорадо Меррил Джессоп. Кроме того, в документах от 9 января 2010 года, поданных в департамент коммерции в Юте, главой церкви фундаменталистов значился Уэнделл Л. Нильсен. Фундаменталистская церковь Иисуса Христа святых последних дней не требует, чтобы её президент был обязательно пророком, однако же, традиционно президент был и её религиозным главой. Главы общин отказались уточнить, кто является пророком. В 2012 году в CNN заявили, что Джеффс продолжает руководить церковью из тюрьмы.
Действующие главы (по состоянию на конец 2011 года):
- Уоррен Джеффс — действующий глава (факт оспаривается). Вступил в должность в 2002 году и напрямую руководивший вплоть до 2007 года. С 2007 года по настоящее время руководит общиной из тюрьмы[40] при помощи Лайла Джеффса, назначенного будущего преемника Уоррена[41].
  - Уильям Джессоп — претендент на преемственность, якобы назначенный Джеффсом в 2007—2010 годах главой общины.
  - Меррил Джессоп — как считается, фактический[33] лидер общины в 2007—2011 годах[42].
  - Уэндалл Лой Нильсен — с 2010 по 28 января 2011 года глава компании, принадлежащей церкви[33][43].

Действующие епископы:
- Джеймс Олер[англ.] — епископ в Канаде;
- Лайл Джеффс[англ.] — епископ в США.

## Борьба за лидерство и проблемы с законом

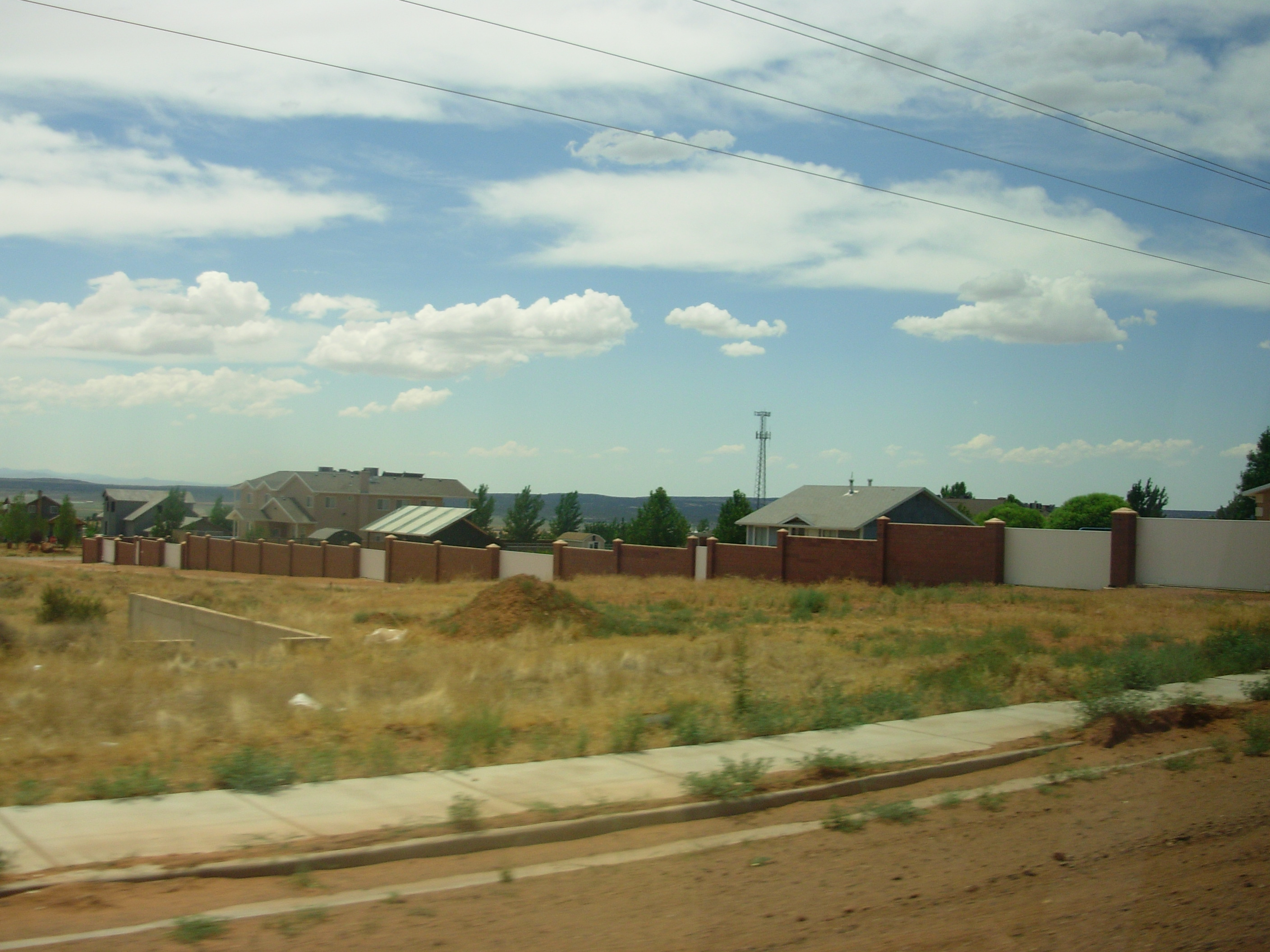
Дом Уоррена Джеффса в Колорадо Сити.

В 2003 году Фундаменталистская церковь Иисуса Христа святых последних дней оказалась в центре внимания, когда полицейский Родни Холм, член церкви, был признан виновным в незаконных сексуальных отношениях с 16- или 17-летними девушками и одному пункту обвинения в бигамии за брак и оплодотворение не единственной жены Рут Стаббс. Этот процесс был первым судебным иском против члена церкви фундаменталистов после проведения рейда в Шорт-Крике.
В ноябре 2005 года член Фундаменталистской церкви Иисуса Христа святых последних дней Девид Олрид приобрёл в качестве «охотничьих угодий» 5,5 км² земли к северо-востоку от Эльдорадо, Техас, и послал туда около 30—40 строителей из Колорадо Сити и Хилдейла. В скором времени здесь появились три трёхэтажных дома, каждый площадью от 743 до 930 м², бетонный завод и вспаханное поле. После громкого выступления ярого критика фундаменталистской церкви Флоры Джессоп в программе «Primetime Live» телеканала АВС 4 марта 2004 года, заинтересовавшиеся жители Эльдорадо связались с Флорой. После проведения собственного расследования 25 марта 2004 года Флора Джессоп созвала пресс-конференцию, на которой подтвердила, что новые соседи жителей Эльдорадо являются членами Фундаменталистской Церкви Иисуса Христа Святых последних дней. 18 мая 2004 года шериф округа Шлейхер Девид Доран и его заместитель посетили Колорадо Сити, где фундаменталистская церковь официально признала, что собственность в округе Шлейхер является новой базой для церкви. В СМИ сообщалось, что церковь строит храм на ранчо «Чаяние Сиона», что подтверждалось в частности аэрофотоснимками большой каменной структуры (примерно 27 м в ширину), находившейся на тот момент в состоянии относительного завершения. Местная газета, «The Eldorado Success», сообщила, что храм был освящён главой церкви Уорреном Джеффсом 1 января 2005 года.
10 января 2004 года Дэн Барлоу (мэр Колорадо-Сити) и около 20 других мужчин были отлучены от Фундаменталистской церкви Иисуса Христа святых последних дней и лишены своих жён и детей (которые позже были переданы другим мужчинам) и права жить в городе. В тот же день две девочки-подростка сообща бежали из города с помощью активистки Флоры Джессоп, выступающей против многожёнства. Случай Фоун Бродбент и Фоун Холм вскоре был предан широкой огласке из-за ложных обвинений и содержания под стражей. После признания их родителей невиновными, Флора помогла избежать девушкам государственной опеки и перевезла их в дом брата Фоун Холм Карла в Солт-Лейк-Сити.
В октябре 2004 года Флора Джессоп сообщила, что Девид Олрид приобрёл 60 акров земли недалеко от Манкоса. Олрид вновь подтвердил эту информацию и добавил, что участок приобретён под охотничьи угодья.
В июле 2005 года восемь человек из Фундаменталистской церкви Иисуса Христа святых последних дней были обвинены в сексуальных связях с несовершеннолетними. Все они были задержаны и содержались в полиции Кингмана несколько дней.
29 июля 2005 год Брент В. Джеффс подал иск против троих своих родственников, в том числе Уоррена Джеффса, обвиняя их в сексуальных домогательствах, когда он был ребёнком. В иске ответчиком также была названа сама Фундаменталистская церковь Иисуса Христа святых последних дней. 10 августа её бывший член Шем Фишер, брат Дена Фишера, добавил Фундаменталистскую церковь Иисуса Христа святых последних дней и Уоррена Джеффса в качестве ответчиков к иску 2002 года, утверждая, что он был уволен незаконно, так как больше не был привязан к вере. Фишер, работавший продавцом в магазине краснодеревщика в Хилдейле, утверждал, что официальные представители церкви мешали его отношениям с работодателем и занесли его в чёрный список. Окружной суд предоставил резюме решения в пользу компании и обнаружил, что Фишер не был уволен со своей должности, а бросил её самостоятельно. Постановление окружного суда было частично отменено на основании того, что Фишер был подвергнут дискриминации по религиозным признакам, когда он был восстановлен в должности и был вновь лишён работы, потому что он покинули ряды Фундаменталистской церкви Иисуса Христа святых последних дней. В конечном итоге стороны урегулировали конфликт в пользу Фишера.
В июле 2005 года шесть «потерянных мальчиков», которые утверждали, что они были изгнаны из своих домов на границе Юты и Аризоны, чтобы уменьшить конкуренцию за жён, подали иск против Фундаменталистской церкви Иисуса Христа святых последних дней. В иске говорилось: «[Мальчики] были отлучены в соответствии с этой политикой и практикой и были отрезаны от семьи, друзей, пособий, деловых и трудовых отношений, и якобы обречены на вечное проклятие. Они стали „потерянными мальчиками“ в мире за пределами сообщества фундаменталистов».
7 мая 2006 года ФБР внесло имя Уоррена Джеффса в список Десяти наиболее разыскиваемых ФБР беглецов по обвинению в побеге с целью сокрытия от следствия.
28 августа 2006 года Уоррен Джеффс был захвачен на 15 автомагистрали к северу от Лас-Вегаса, штат Невада, после обычной остановки движения. Джеффс был осуждён в Сент-Джордже, штат Юта; присяжные признали его виновным по двум пунктам обвинения в соучастии в изнасиловании.
Мэр Колорадо-Сити, Террилл С. Джонсон, был арестован 26 мая 2006 года, по восьми обвинениям в мошенничестве. Он был посажен в исправительное учреждение в Херрикейне, штат Юта. Джонсон был выпущен под залог в сумме 5000 долларов наличными.

### Рейд в Шорт-Крике
Утром 26 июля 1953 года 102 офицера полиции Аризоны и солдаты Национальной гвардии провели специальную операцию в фундаменталистское сообщество мормонов в Шорт-Крике, штат Аризона. Они арестовали всех жителей общины, в том числе и 236 детей. 150 из 236 детей не могли вернуться к родителям в течение двух лет после ареста. Другие родители так и не получили опеки над своими детьми.
Рейд в Шорт-Крике имел самый массовый арест многоженцев в американской истории и получил широкое освещение в прессе. Однако и после рейда многоженцы продолжали жить там; в 1960 году Шорт-Крик был переименован Колорадо Сити.

### Рейд в апреле 2008 года
В апреле 2008 года, действуя по заявлению подростка, предполагаемой жертвы физического и сексуального насилия в сообществе фундаменталистов в округе Шлейхер, техасская Служба защиты детей и Департамент офицеров общественной безопасности объединились, чтобы провести обыск и арест по постановлению суда по защите детей. В течение нескольких дней, с 3 по 10 апреля, Служба защиты детей изъяла из семей на ранчо «Чаяние Сиона» 439 детей в возрасте до 18, в то время как правоохранительные органы, в том числе техасские рейнджеры, выполняли обыски и аресты в домах на ранчо. Эти события широко освещались в прессе и привлекли внимание журналистов как в США (особенно на юго-западе страны), так и в мировом сообществе.
18 апреля 2008 года, после двухдневного слушания, судья 51-го судебного округа Барбара Уолтер вынесла решение оставить всех детей, изъятых с ранчо, на временном попечении Службы защиты детей. Позже 3-й апелляционный суд Остина отменил это постановление. Решение апелляционного суда было также обжаловано в Верховном суде штата Техас, но Верховный суд Техаса 29 мая 2008 года принял решение сохранить в силе постановление 3-го апелляционного суда.
Звонки на горячую линию, которые побудили власти провести рейд, были сделаны, как считается, Розитой Суинтон — женщиной, не состоящей в сообществе фундаменталистов и не имеющая к нему никакого отношения. Тем не менее, ордера на обыск на ранчо в Техасе были выданы и исполнены в установленном законом порядке, а доказательства, изъятые при этих обысках не могут быть исключены на основании, что первоначальный запрос, возможно, был мистификацией.
В ноябре 2008 года двенадцати мужчинам-фундаменталистам было предъявлено обвинение в совершении преступлений, связанных с предполагаемыми браками с несовершеннолетними, заключённые начиная с года постройки ранчо «Чаяния Сиона». По состоянию на июнь 2010 года шесть членов Церкви были осуждены за тяжкие преступления и получили наказание в виде от 7 до 75 лет лишения свободы.

### Преследования в Техасе
5 ноября 2009 года суд присяжных округа Шлейхер, штат Техас, признал Реймонда Меррила Джессопа виновным в сексуальном насилии над несовершеннолетними. По свидетельствам очевидцев суд обвинил Реймонда Меррила Джессопа в сексуальном насилии над 16-летней девушкой, на которой он «духовно женился», когда девушке было 15 лет. Присяжные единогласно приговорили Реймонда Джессопа к 10 годам лишения свободы и наложению штрафа в размере 8000 долларов.
18 декабря 2009 года суд присяжных округа Шлейхер признал Аллана Кита виновным в сексуальном насилии над несовершеннолетними. Алан Кит стал отцом ребёнка, рождённого 15-летней девушкой. Согласно документам, рассмотренным в ходе судебного разбирательства, Кит также отдал трёх собственных дочерей в «духовный» или «небесный» брак с пожилыми мужчинами, когда девушкам было 14 и 15 лет. Самая младшая дочь Кита стала женой Уоррена Джеффса. Он был приговорён к 33 годам тюремного заключения. Приговор был обжалован, однако обжалование не дало результатов и приговор остался в силе.
22 января 2010 года Майкл Джордж Эмак на суде не признал себя виновным в сексуальном насилии над несовершеннолетними и был приговорён к семи годам лишения свободы. 5 августа 2004 года на ранчо «Чаяния Сиона» он женился на 16-летней девушке, которая меньше чем через год родила ему сына.
17 марта 2010 года присяжные признали Меррила Лероя Джессопа виновным в сексуальном насилии над несовершеннолетними всего спустя час после начала обсуждения. Вина Джессопа в сексуальном насилии над 15-летней
девушкой, с которой он проживал на ранчо в округе Шлейхер была доказана вне всяких сомнений. Суд приговорил Джессопа к 75 годам лишения свободы и наложению штрафа в размере 10 000 долларов.

### Рейд в апреле 2010 года
6 апреля 2010 года офицеры из Аризоны провели обыск в правительственных кабинетах городов Колорадо-Сити, штат Аризона, и Хилдейла, штат Юта. Согласно одной из версий, обыск проводился по причине участия в нецелевом использовании средств чиновников; Департамент общественной безопасности Хилдейла был закрыт. Согласно другой версии, штат персонала и волонтёров был выведен из зданий в то время, как проводился обыск, что вызвало протест у главы пожарной службы Колорадо-Сити Джейка Барлоу. Несмотря на эти возражения, общественная безопасность не была затронута, так как окружные правоохранительные органы, участвующие в направлении аварийных служб, управляются через окружные офисы. Также был выдан ордер на обыск в доме самого́ Джейка Барлоу.
Ордер на обыск гласил, что окружной прокурор Мохаве разыскивает документы, касающиеся личных расходов в агентстве кредитования от департамента пожарной службы Колорадо-Сити в соответствии с законодательством открытых записей. Шеф Барлоу отметил, что личных обвинений при этом не выдвигалось, поэтому никакие записи раскрыты не были. Полученные же записи содержали вызвавшие вопросы сведения из банков, использованных для серии закупок, которые совершили шеф Барлоу и Дарджер: в числе приобретённых товаров были подгузники, детская одежда и продукты питания, не имеющие отношения к пожарному департаменту. Никаких обвинений выдвинуто не было.

### Оценка действий Бюро маршалов
В июне 2014 года генеральный прокурор Аризоны заявил, что «роспуск Бюро маршалов Колорадо-Сити / Хилдейла необходим и уместен, потому что это отделение полиции работало на протяжении десятилетий и продолжает действовать де-факто правоохранительным органом Церкви фундаменталистов». Он также заявил, что местные полицейские силы должны быть распущены, а за муниципальными органами должен быть назначен федеральный мониторинг.

## Отличия учения

### Полигамный брак и брак по обмену
Фундаменталистская Церковь придерживается доктрины многожёнства, в котором говорится, что мужчина, имеющий несколько жён, избран Богом; доктрина требует этого для получения высшей формы спасения. В церкви считается, что мужчина должен иметь не менее трёх жён для выполнения условий доктрины. Связанное с этой доктриной патриархальное учение говорит о том, что жёны обязаны подчиняться своим мужьям.
Церковь в настоящее время практикует «размещённый брак» или «брак по обмену», в котором молодая женщина на выданье присваивается мужу по откровению от Бога к лидеру церкви, который рассматривается как пророк. Пророк также может решить забрать жену от мужа и передать её другому мужчине, если решит, что её муж недостаточно религиозен или попросту не достоин её. Также это называется «законом размещения».

### Одежда
Женщины обычно не стригут коротко волосы, не носят макияж, брюки и юбки выше колен. Мужчинам и женщинам запрещено наносить татуировки и пирсинг. Мужчины носят простую одежду, состоящую как правило из длинных брюк и рубашки с длинными рукавами и воротничком. Женщины всех возрастов носят домотканые платья длиной до пола с длинными рукавами и воротником (так называемые «платья прерий»), подол которых оканчивается между лодыжками и серединой икры. Под платья женщины надевают длинные чулки или брюки. Волосы у женщин обычно уложены.
Брук Адамс из «The Salt Lake Tribune» писала: «Фотографии рейда в Шорт-Крике 1953 года… изображают женщин, мужчин и детей, одетых как никто другой в ту эпоху». Тем не менее, одежда фундаменталистов эволюционировала с течением времени. Ранние главы общины Шорт-Крика учили, что члены общины должны придерживаться давнего стиля мормонского духовенства (в том числе носить специальное нижнее бельё), что и происходило в среде всех мормонов вплоть до 20-х годов XX века. В последние годы XX века этот консервативный стиль всё больше становился нормой среди фундаменталистов; обычаи и, в конечном итоге, официальные документы руководства общины сделали такой стиль главенствующим и единственно верным.

### Собственность
Дома и земля, занимаемые фундаменталистами в Шорт-Крике, принадлежат «United Effort Plan», когда-то бывшей дочерней организацией церкви. Также UFP принадлежит бо́льшая часть предприятий членов церкви в Юте и Аризоне. Церковь рассматривает «Объединённый орден» как способ поддерживать доктрину Святых последних дней — «Закон посвящения». Генеральный прокурор штата Юта подал иск и арестовал имущество компании, принадлежащей жителям Колорадо Сити и Хилдейла. Генеральный прокурор добивался перераспределения активов «United Effort Plan» между нынешними и бывшими членами общины, внёсшими свой вклад в работу компании. В 2005 году по постановлению суда активы «United Effort Plan» были заморожены до принятия решения по иску. К этому моменту компания стоила 100 миллионов долларов.

### Домашнее обучение
В 2000 году объединённый школьный округ Колорадо-Сити насчитывал более 1200 учащихся. После того, как Джеффс рекомендовал членам общины забрать детей из государственных школ и проводить домашнее обучение, число учащихся сократилось до 250 человек.

### Богослужения
Фундаменталистская церковь Иисуса Христа святых последних дней является седьмой общиной движения святых последних дней, которая построила собственный храм.

## Критика

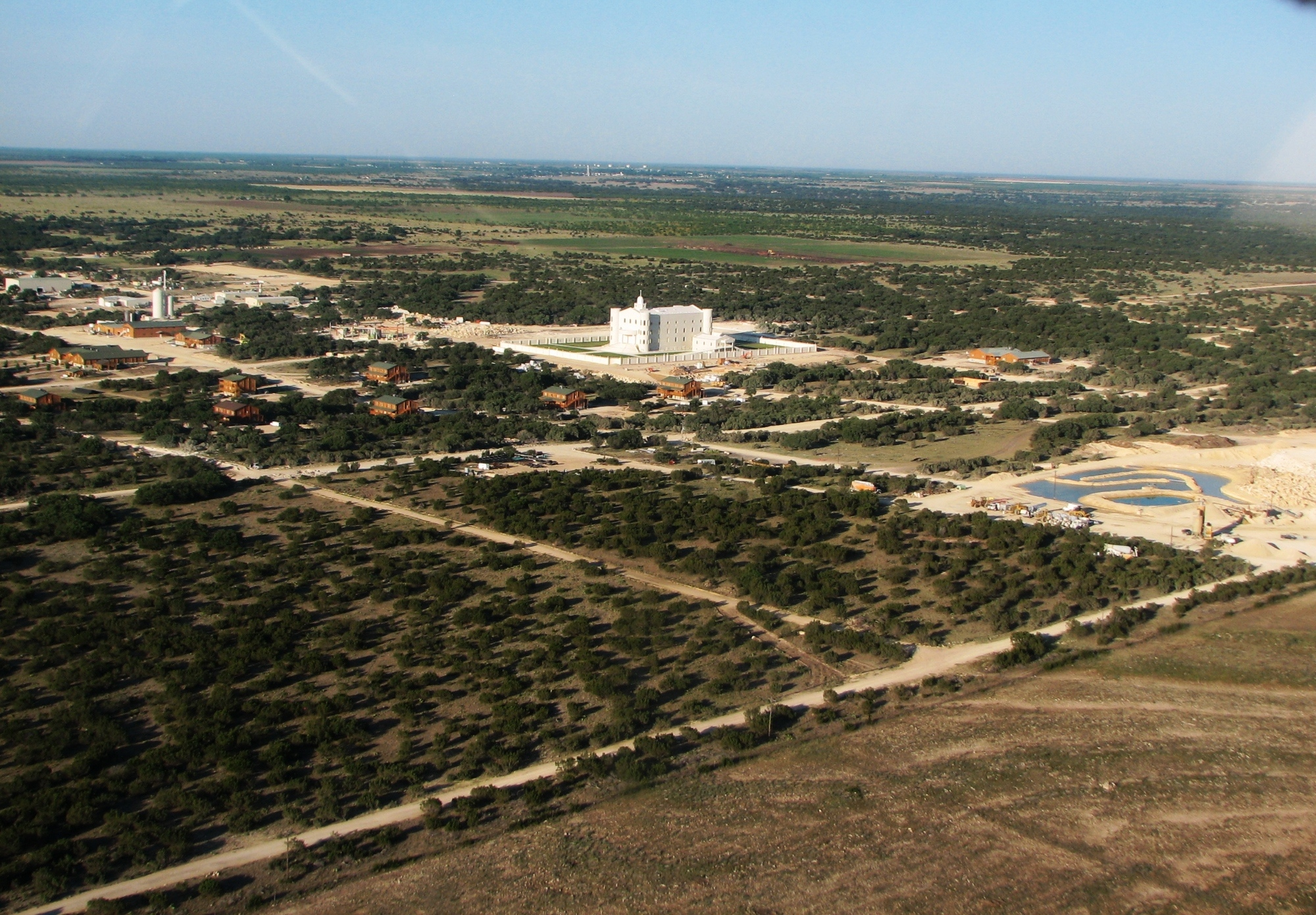
Вид на ранчо «Чаяние Сиона», Эльдорадо, Техас.

- На момент смерти Рулон Джеффс имел 22 жены и более 60 детей[77]. Уоррен Джеффс по текущим оценкам имеет свыше 60 жён[78]. Многожёнство как тип полигамии, по мнению критиков, неизбежно ведёт к дефициту невест, что означает браки с несовершеннолетними, инцест и насилие на детьми[79][80][81]. Все эти явления, по мнению критиков, незаконны[82] и имеют широкое распространение среди членов церкви[83].
- Церковные лидеры поощряют свою паству на использование государственной помощи. Поскольку правительство признаёт только моногамные браки, все жёны, кроме одной, считаются матерями-одиночками и имеют право на получение государственной помощи. Чем больше жён и детей имеет один мужчина, тем больше можно получить средств и продовольственных талонов от социальных служб. К примеру, в 2003 году в общину Колорадо Сити было выделено более 6 млн долларов государственных средств. В своей книге Джон Кракауэр пишет: «фундаменталисты называют обман правительства кровью чудовища и считают его добрым делом»[84]. Кэролайн Кэмпбелл добавляет: «Отношение некоторых многоженцев является таковым: правительство не заслуживает доверия и является коррумпированным, и я выше этого, но дайте мне талоны на питание и бесплатную медицинскую помощь»[85][86].
- По некоторым данным от 400 до 1000 мальчиков-подростков[87] в возрасте от 13 до 21 года[1] были отлучены от церкви за такие преступления, как общение с девушками[88], просмотр телевидения[89] и кино[90], игра в футбол и прослушивание рок-музыки. Некоторые бывшие члены церкви утверждали, что реальной причиной послужила недостаточное количество женщин для вступления в брак с мужчинами, не желающими довольствоваться 2—3 жёнами[87]. Шесть человек в возрасте от 18 до 22 лет подали иск против Уоррена Джеффса и Сэма Барлоу, бывшего заместителя шерифа округа Мохаве, обвинив их в заговоре и «систематическом отлучении» молодых людей от церкви с целью уменьшения конкуренции за жён[91][92][93].
- Весной 2005 года южный центр правовой защиты бедноты в своей публикации «Intelligence Report» назвал церковь фундаменталистов «группой ненависти» из-за церковного учения о расе, которое жёстко осуждает межрасовые браки[94]. Уоррен Джеффс заявил, что «чёрная раса является людьми, через которых дьявол несёт на землю зло»[95].
- Бывший член общины Роберт Рихтер сообщил Phoenix New Times[англ.], что Уоррен Джеффс в своих проповедях неоднократно ссылался на учение XIX века, в котором говорилось о практике «искупления кровью», введённой Бригамом Янгом. Согласно доктрине, убийство считается столь тяжким грехом, что искупить его можно только смертью самого грешника[1].
- На территории Колорадо Сити / Хилдейла высокий уровень заболеваемости редким генетическим состоянием — дефицитом фумаразы[англ.][96]. Генетики объясняют такую распространённость заболевания кросскузенными браками между потомками основателей поселения: Джозефа Смита Джессопа и Джона Барлоу[96][97][98][99]. Это приводит к энцефалопатии, тяжёлой умственной отсталости, необычным чертам лица, порокам развития мозга и эпилептическим припадкам[100][101].

## В популярной культуре
- В 2007 году Керолайн Джессоп[англ.] и Лора Палмер, бывшие члены общины фундаменталистов, выпустили книгу под названием «Побег»[англ.][102]
- В 2008 году Элиза Уолл, детство которой прошло в общине фундаменталистов, выпустила книгу «Украденная невинность»[англ.][103]
- В 2011 году Сэм Брауэр, изгнанный из общины фундаменталистов, выпустил книгу под названием «Жертва Пророка: Моё семилетнее расследование деятельности Уоррена Джеффса и Фундаменталистской Церкви Святых Последних Дней»[104]
- В 2013 году Ребекка Массер[англ.] выпустила книгу под названием «Свидетель носит красное: Девятнадцатая жена, которая привлекла лидеров полигамного культа к правосудию»[105]
- В 2013 году канал TLC выпустил два реалити-шоу «Уйти из секты» и «Пойти против веры», рассказывающих об уходе членов фундаменталистов из общины и их дальнейшей жизни во внешнем мире[106].
- 8 июня 2022 года на стриминговом сервисе Netflix вышел документальный мини-сериал из 4-ёх эпизодов Покоритесь и молитесь, рассказывающий о сексуальных преступлениях внутри церкви.